# Резолюции Совета Безопасности ООН 401—500
Это список резолюций Совета Безопасности ООН с 401 по 500 принятых между 14 декабря 1976 года по 28 января 1982 года.
| Резолюция | Дата             | Голосование                                                      | Вопрос |
| --------- | ---------------- | ---------------------------------------------------------------- | --- |
| 401       | 14 декабря 1976  | 13-0-0 (Бенин, Китай в голосовании не участвовали)               | Продлевает мандат Контингента Вооружённых сил ООН по поддержанию мира на Кипре.                                                      |
| 402       | 22 декабря 1976  | Принята «консенсусом»                                            | Закрытие границы ЮАР-Лесото; Транскей                                                                                                |
| 403       | 14 января 1977   | 13-0-2 (воздержались: Великобритания, США)                       | Нападения на Ботсвану со стороны Южной Родезии                                                                                       |
| 404       | 8 февраля 1977   | Принята «консенсусом»                                            | Атака иностранных наёмников в Бенине                                                                                                 |
| 405       | 14 апреля 1977   | Принята «консенсусом»                                            | Доклад специальной миссии по Бенину                                                                                                  |
| 406       | 25 мая 1977      | Принята без голосования                                          | Отчёт о нападениях Южной Родезии на Ботсвану                                                                                         |
| 407       | 25 мая 1977      | Принята без голосования                                          | Продолжающееся преследование Лесото со стороны Южной Африки                                                                          |
| 408       | 26 мая 1977      | 12-0-0 (Бенин, Китай, Ливия не участвовали)                      | Продлевает мандат Сил ООН по наблюдению за разъединением.                                                                            |
| 409       | 27 мая 1977      | Принята без голосования                                          | Санкции в отношении Южной Родезии |
| 410       | 15 июня 1977     | 14-0-0 (Китай не участвовал в голосовании)                       | Продление миротворческих операций на Кипре                                                                                           |
| 411       | 30 июня 1977     | Принята 15-0-0                                                   | Нападения на Мозамбик со стороны Южной Родезии                                                                                       |
| 412       | 7 июля 1977      | Принята 15-0-0                                                   | Приём Джибути в ООН |
| 413       | 20 июля 1977     | Принята «консенсусом»                                            | Приём Вьетнама в ООН |
| 414       | 15 сентября 1977 | Принята без голосования                                          | Развитие ситуации на Кипре |
| 415       | 29 сентября 1977 | 13-0-1 (воздержался: СССР; Китай не участвовал)                  | Обсуждения будущего Южной Родезии |
| 416       | 21 октября 1977  | 13-0-0 (Китай, Ливия в голосовании не участвовали)               | Продлевает мандат Сил ООН по наблюдению за разъединением                                                                             |
| 417       | 31 октября 1977  | Принята 15-0-0                                                   | Осуждает продолжающиеся репрессии в Южной Африке                                                                                     |
| 418       | 4 ноября 1977    | Принята 15-0-0                                                   | Вводит эмбарго на поставки оружия в Южную Африку.                                                                                    |
| 419       | 24 ноября 1977   | Принята без голосования                                          | Просьба о международной помощи в отношении наёмников, напавших на Бенин                                                              |
| 420       | 30 ноября 1977   | 12-0-0 (Бенин, Китай, Ливия не участвовали)                      | Продление мандата Сил ООН по наблюдению за разъединением                                                                             |
| 421       | 9 декабря 1977   | Принята 15-0-0                                                   | Учреждает комитет для наблюдения за выполнением резолюции 418 по Южной Африке.                                                       |
| 422       | 15 декабря 1977  | 14-0-0 (Китай не участвовал в голосовании)                       | Продлевает миротворческую операцию на Кипре                                                                                          |
| 423       | 14 марта 1978    | 10-0-5 (воздержались: Великобритания, Канада, США, Франция, ФРГ) | Призывает положить конец «незаконному расистскому режиму» в Южной Родезии.                                                           |
| 424       | 17 марта 1978    | Принята 15-0-0                                                   | Нападения на Замбию и другие страны со стороны Южной Родезии; Освободительные движения в Намибии, Зимбабве; Южноафриканский апартеид |
| 425       | 19 марта 1978    | 12-0-2 (воздержались: СССР, Чехословакия; Китай не участвовал)   | Учреждает Временные силы ООН в Ливане (ВСООНЛ) .                                                                                     |
| 426       | 19 марта 1978    | 12-0-2 (воздержались: СССР, Чехословакия; Китай не участвовал)   | Учреждает Временные силы ООН в Ливане (ВСООНЛ).                                                                                      |
| 427       | 3 мая 1978       | 12-0-2 (воздержались: СССР, Чехословакия; Китай не участвовал)   | Увеличивает размер ВСООНЛ; осуждает нападения на силы ООН в Израиле-Ливане                                                           |
| 428       | 6 мая 1978       | Принята 15-0-0                                                   | Атака Южной Африки на Анголу; подавление людей в Намибии                                                                             |
| 429       | 31 мая 1978      | 14-0-0 (Китай не участвовал в голосовании)                       | Продлевает мандат Сил ООН по наблюдению за разъединением                                                                             |
| 430       | 16 июня 1978     | 14-0-0 (Китай не участвовал в голосовании)                       | Продлён мандат Контингента Вооружённых сил ООН по поддержанию мира на Кипре                                                          |
| 431       | 27 июля 1978     | 13-0-2 (воздержались: СССР, Чехословакия)                        | Предложения по ситуации в Намибии; назначение Специального представителя                                                             |
| 432       | 27 июля 1978     | Принята 15-0-0                                                   | Призывает вернуть Уолфиш-Бей в состав Намибии                                                                                        |
| 433       | 17 августа 1978  | Принята 15-0-0                                                   | Приём Соломоновых островов в ООН |
| 434       | 18 сентября 1978 | 12-0-2 (воздержались: СССР, Чехословакия; Китай не участвовал)   | Продлён мандат Временных сил ООН в Ливане                                                                                            |
| 435       | 29 сентября 1978 | 12-0-2 (воздержались: СССР, Чехословакия; Китай не участвовал)   | Создание Группы содействия ООН в переходный период (ЮНТАГ) в Намибии                                                                 |
| 436       | 6 октября 1978   | Принята 15-0-0                                                   | Гражданская война в Ливане |
| 437       | 10 октября 1978  | 11-0-4 (воздержались: Великобритания, Канада, США, ФРГ)          | Решение США разрешить членам режима Южной Родезии въехать в страну                                                                   |
| 438       | 23 октября 1978  | 12-0-2 (воздержались: СССР, Чехословакия; Китай не участвовал)   | Продлевает мандат Чрезвычайных вооружённых сил ООН                                                                                   |
| 439       | 13 ноября 1978   | 10-0-5 (воздержались: Великобритания, Канада, США, Франция, ФРГ) | Осуждает решение Южной Африки провести односторонние выборы в Юго-Западной Африке                                                    |
| 440       | 27 ноября 1978   | Принята «консенсусом»                                            | Мирный прогресс на Кипре |
| 441       | 30 ноября 1978   | 14-0-0 (Китай не участвовал в голосовании)                       | Продлевает мандат Сил ООН по наблюдению за разъединением                                                                             |
| 442       | 6 декабря 1978   | Принята 15-0-0                                                   | Приём Содружества Доминики в ООН |
| 443       | 14 декабря 1978  | 14-0-0 (Китай не участвовал в голосовании)                       | Продлён мандат Контингента Вооружённых сил ООН по поддержанию мира на Кипре                                                          |
| 444       | 19 января 1979   | 12-0-2 (воздержались: СССР, Чехословакия; Китай не участвовал)   | Продлён мандат Временных сил ООН в Ливане                                                                                            |
| 445       | 8 марта 1979     | 12-0-3 (воздержались: Великобритания, США, Франция)              | Нападения Южной Родезии на другие страны; выборы 1979 г.                                                                             |
| 446       | 22 марта 1979    | 12-0-3 (воздержались: Норвегия, Великобритания, США)             | Определяет, что израильские поселения не имеют юридической силы и являются препятствием на пути к всеобъемлющему миру.               |
| 447       | 28 марта 1979    | 12-0-3 (воздержались: Великобритания, США, Франция)              | Нападение ЮАР на Анголу |
| 448       | 30 апреля 1979   | 12-0-3 (воздержались: Великобритания, США, Франция)              | Всеобщие выборы в Зимбабве-Родезии, 1979 г.                                                                                          |
| 449       | 30 мая 1979      | 14-0-0 (Китай не участвовал в голосовании)                       | Продлевает мандат Сил ООН по наблюдению за разъединением                                                                             |
| 450       | 14 июня 1979     | 12-0-2 (воздержались: СССР, Чехословакия; Китай не участвовал)   | Осуждает израильские атаки; продлевает мандат Временных сил ООН в Ливане                                                             |
| 451       | 15 июня 1979     | 14-0-0 (Китай не участвовал в голосовании)                       | Продлён мандат Контингента Вооружённых сил ООН по поддержанию мира на Кипре                                                          |
| 452       | 20 июля 1979     | 14-0-1 (воздержались: США)                                       | Израильские поселения на Западном берегу реки Иордан и в секторе Газа                                                                |
| 453       | 12 сентября 1979 | Принята 15-0-0                                                   | Приём Сент-Люсии в ООН |
| 454       | 2 ноября 1979    | 12-0-3 (воздержались: Великобритания, США, Франция)              | Нападения на Анголу со стороны Южной Африки                                                                                          |
| 455       | 23 ноября 1979   | Принята «консенсусом»                                            | Нападения на Замбию со стороны Южной Родезии; Южноафриканский сговор                                                                 |
| 456       | 30 ноября 1979   | 14-0-0 (Китай не участвовал в голосовании)                       | Продлевает мандат Сил ООН по наблюдению за разъединением                                                                             |
| 457       | 4 декабря 1979   | Принята 15-0-0                                                   | Иран и США во время захвата американских заложников в Иране                                                                          |
| 458       | 14 декабря 1979  | 14-0-0 (Китай не участвовал в голосовании)                       | Продлён мандат Контингента Вооружённых сил ООН по поддержанию мира на Кипре                                                          |
| 459       | 19 декабря 1979  | 12-0-2 (воздержались: СССР, Чехословакия; Китай не участвовал)   | Продлевает мандат Временных сил ООН в Ливане; отмечает опасения                                                                      |
| 460       | 21 декабря 1979  | 13-0-2 (воздержались: СССР, Чехословакия)                        | Отменяет санкции против Южной Родезии; отмечает Ланкастерхаузское соглашение                                                         |
| 461       | 31 декабря 1979  | 11-0-4 (воздержались: Бангладеш, Кувейт, СССР, Чехословакия)     | Осуждает Иран за дальнейшее задержание сотрудников американского посольства                                                          |
| 462       | 9 января 1980    | 12-2-1 (против: ГДР, СССР; воздержалась: Замбия)                 | Созывает экстренное заседание Генеральной Ассамблеи для обсуждения советского вторжения в Афганистан                                 |
| 463       | 2 февраля 1980   | 14-0-0 (Великобритания не участвовала в голосовании)             | Реализация Ланкастерхаузского соглашения                                                                                             |
| 464       | 19 февраля 1980  | Принята 15-0-0                                                   | Приём Сент-Винсента и Гренадин |
| 465       | 1 марта 1980     | Принята 15-0-0                                                   | Израильские поселения на Западном берегу реки Иордан и в секторе Газа                                                                |
| 466       | 11 апреля 1980   | Принята 15-0-0                                                   | Нападение ЮАР на Замбию |
| 467       | 24 апреля 1980   | 12-0-3 (воздержались: ГДР, СССР, США)                            | Нападения на Временные силы ООН в Ливане                                                                                             |
| 468       | 8 мая 1980       | 14-0-1 (воздержались: США)                                       | Изгнание палестинских чиновников Израилем                                                                                            |
| 469       | 20 мая 1980      | 14-0-1 (воздержались: США)                                       | Призывает Израиль выполнить резолюцию 468                                                                                            |
| 470       | 30 мая 1980      | 14-0-0 (Китай не участвовал в голосовании)                       | Продлевает мандат Сил ООН по наблюдению за разъединением                                                                             |
| 471       | 5 июня 1980      | 14-0-1 (воздержались: США)                                       | Израильские поселения на Западном берегу реки Иордан и в секторе Газа                                                                |
| 472       | 13 июня 1980     | 14-0-0 (Китай не участвовал в голосовании)                       | Продлён мандат Контингента Вооружённых сил ООН по поддержанию мира на Кипре                                                          |
| 473       | 13 июня 1980     | Принята 15-0-0                                                   | Осуждает апартеид в Южной Африке |
| 474       | 17 июня 1980     | 12-0-2 (воздержались: ГДР, СССР; Китай не участвовали)           | Продлён мандат Временных сил ООН в Ливане                                                                                            |
| 475       | 27 июня 1980     | 12-0-3 (воздержались: Великобритания, США, Франция)              | Нападение ЮАР на Анголу |
| 476       | 30 июня 1980     | 14-0-1 (воздержались: США)                                       | Территории, оккупированные Израилем                                                                                                  |
| 477       | 30 июля 1980     | Принята 15-0-0                                                   | Приём Зимбабве в ООН |
| 478       | 20 августа 1980  | 14-0-1 (воздержались: США)                                       | Закон об Иерусалиме |
| 479       | 28 сентября 1980 | Принята 15-0-0                                                   | Призывает к прекращению военных действий во время ирано-иракской войны                                                               |
| 480       | 12 ноября 1980   | Принята 15-0-0                                                   | Заполнение вакансий в Международном Суде ООН                                                                                         |
| 481       | 26 ноября 1980   | 14-0-0 (Китай не участвовал в голосовании)                       | Продлевает мандат Сил ООН по наблюдению за разъединением                                                                             |
| 482       | 11 декабря 1980  | 14-0-0 (Китай не участвовал в голосовании)                       | Продлён мандат Контингента Вооружённых сил ООН по поддержанию мира на Кипре                                                          |
| 483       | 17 декабря 1980  | 12-0-2 (воздержались: ГДР, СССР; Китай не участвовал)            | Продлён мандат Временных сил ООН в Ливане                                                                                            |
| 484       | 19 декабря 1980  | Принята 15-0-0                                                   | Изгнание палестинских чиновников Израилем                                                                                            |
| 485       | 22 мая 1981      | 14-0-0 (Китай не участвовал в голосовании)                       | Продлевает мандат Сил ООН по наблюдению за разъединением                                                                             |
| 486       | 4 июня 1981      | 14-0-0 (Китай не участвовал в голосовании)                       | Продлён мандат Контингента Вооружённых сил ООН по поддержанию мира на Кипре                                                          |
| 487       | 19 июня 1981     | Принята 15-0-0                                                   | Атака Израиля на иракский ядерный объект сертифицированный Международным агентством по атомной энергии.                              |
| 488       | 19 июня 1981     | 12-0-2 (воздержались: ГДР, СССР; Китай не участвовал)            | Продлён мандат Временных сил ООН в Ливане                                                                                            |
| 489       | 8 июля 1981      | Принята 15-0-0                                                   | Прием Республики Вануату в ООН |
| 490       | 21 июля 1981     | Принята 15-0-0                                                   | Авиаудары Израиля по Ливану; предшественник Ливанской войны 1982 г.                                                                  |
| 491       | 23 сентября 1981 | Принята 15-0-0                                                   | Приём Белиза в ООН |
| 492       | 10 ноября 1981   | Принята 15-0-0                                                   | Приём Антигуа и Барбуды в ООН |
| 493       | 23 ноября 1981   | 14-0-0 (Китай не участвовал в голосовании)                       | Продлевает мандат Сил ООН по наблюдению за разъединением                                                                             |
| 494       | 11 декабря 1981  | Принята 15-0-0                                                   | Назначение Хавьера Переса де Куэльяра Генеральным секретарём                                                                         |
| 495       | 14 декабря 1981  | Принята 15-0-0                                                   | Продлён мандат Контингента Вооружённых сил ООН по поддержанию мира на Кипре                                                          |
| 496       | 15 декабря 1981  | Принята 15-0-0                                                   | Неудачная попытка наёмнического переворота на Сейшельских островах                                                                   |
| 497       | 17 декабря 1981  | Принята 15-0-0                                                   | Израильский закон о Голанских высотах                                                                                                |
| 498       | 18 декабря 1981  | 13-0-2 (воздержались: ГДР, СССР)                                 | Продлён мандат Временных сил ООН в Ливане                                                                                            |
| 499       | 21 декабря 1981  | Принята 15-0-0                                                   | Вакансии в Международном Суде ООН |
| 500       | 28 января 1982   | 13-0-2 (воздержались: Великобритания, США)                       | Созывает экстренное заседание Генеральной Ассамблеи по вопросу об Израиле и Голанских высотах.                                       |